# Donkey Kong: Jungle Climber
DK: Jungle Climber, conocido en Japón y Europa como Donkey Kong: Jungle Climber (ドンキー コング ジャングル クライマー Donkī Kongu Janguru Kuraimā), es un videojuego de plataformas desarrollado por Paon y publicado por Nintendo para la videoconsola portátil Nintendo DS. Fue lanzado en Japón el 9 de agosto de 2007, y el 10 de septiembre de 2007 en los Estados Unidos.
DK: Jungle Climber es la secuela de DK: King of Swing para Game Boy Advance, con gameplay similar. Sin embargo, las imágenes han sido diseñadas para parecerse más a Donkey Kong Country y agregar soporte de pantalla dual.

## Jugabilidad
Como DK: King of Swing, DK: Jungle Climber cuenta con Donkey Kong como el personaje principal. Para navegar por los niveles, el jugador debe mantener pulsado L y R para saltar, y alternando entre L y R permite a Donkey Kong para retener o soltar las clavijas en los niveles. Cuando Donkey Kong sólo está sosteniendo una estaca, va a girar, lo que le permite subir las clavijas. El juego cuenta con nuevos movimientos, nuevos elementos, y minijuegos. También utiliza la doble pantalla para dar la ilusión de una pantalla de alto. El juego incluye un modo multijugador para hasta cuatro jugadores.

## Mundos

### Isla Sol Radiante
- Lecciones de Cranky
- Playa Sol Radiante
- Playa de la Jungla
- Cueva Con Kong
- Acantilado Abrupto
- Isla Sol Radiante Pequeña

### Isla Perdida
- Copas Tropicales
- Laberinto de Cristal 1
- Senda Selvática
- Ruinas Simias
- Juguetilandia 1
- Isla Perdida Pequeña

### Isla Fantasma
- Bosque Fantasmal
- Terreno Vegetal
- Pantano Tenebroso
- Juguetilandia 2
- Fábrica del Pánico
- Isla Fantasma Pequeña

### Isla Hieloardiente
- Bosque Bajo Cero
- Escalada Deslizante
- Laberinto de Cristal 2
- Volcán Furioso
- Muele Kremling
- Isla Hieloardiente Pequeña

### Isla Altísima
- Espacio A-Go-Go
- King Kruiser IV
- Isla Altísima Pequeña

### Agujero de Gusano
- Laberinto de Cristal 3
- Juguetilandia 3
- Planeta Plataneta